# Théâtre national de l'Opéra-Comique

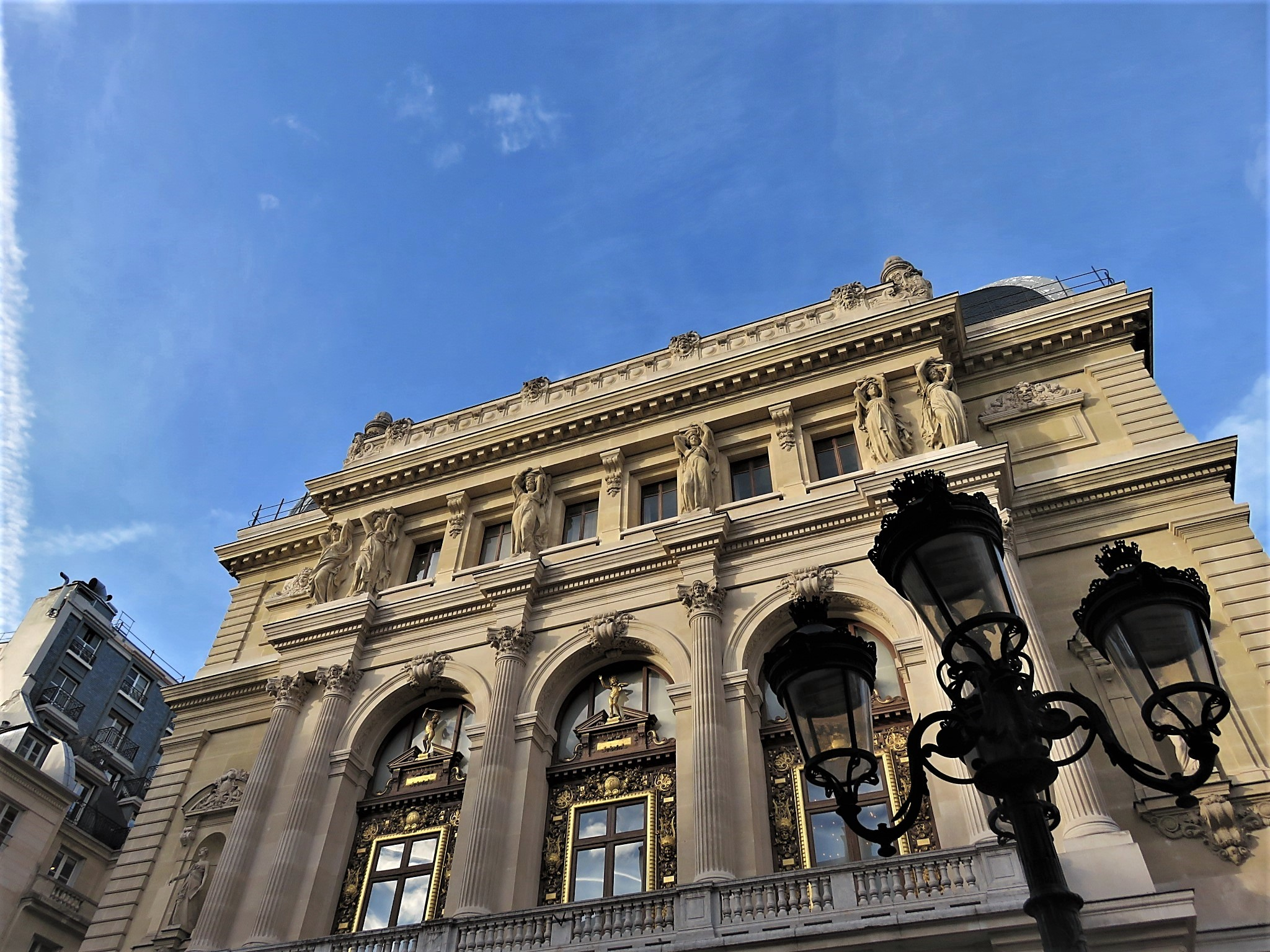
Opéra Comique em 11 de Março de 2018.

O Théâtre national de l'Opéra-Comique (em português, "Teatro Nacional da Ópera Cômica"), também conhecido como Salle Favart ("Sala Favart"), é uma companhia e casa de ópera baseada em Paris e integra a Ópera Nacional de Paris.

## Fundação
A Opéra-Comique foi estabelecida em 1714. O repertório inicial consistiu em paródias operísticas. O primeiro trabalho com a denominação opéra-comique foi Télémaque de Alain Lesage. Ao longo da primeira metade do século XVIII, as performances foram sazonais. Inicialmente, o papel do libretista era mais importante, para o teatro, do que o do compositor - entre eles destacando-se Charles-Simon Favart, que escreveu tanto paródias operísticas como peças originais. Em 1753 foi apresentada a primeira opéra-comique: Les Troqueurs de Dauvergne. Em 1765, a Opéra-Comique fundiu-se com a Comédie italienne, ganhando respeitabilidade.
Com a proliferação das óperas depois da lei de 1791, que removeu a restrição à abertura de teatros, começou a existir competição com o Théâtre Feydear. Em 1807 Napoleão reduziu os teatros liberais e a Opéra-Comique foi nomeada um dos quatro principais teatros da França.
No fim do século XIX as óperas não precisavam ser necessariamente cômicas. Notáveis compositores do período foram Auber, Halévy, Berlioz e Bizet. Em 1840, a Opéra-Comique, sediada na Salle Favart, depois que seu primeiro teatro foi destruído pelo fogo, em 1838. A nova casa foi reinaugurada com Le Pré aux Clercs de Herold. Durante as décadas de 1850 e 1860, o Théâtre Lyrique ofereceu concorrência no tipo do repertório.
A Opéra-Comique realizou as estreias mundiais de muitas obras importantíssimas, como Le Damnation de Faust de Berlioz, em 6 de Dezembro de 1846; Carmen de Bizet, em 3 de Março de 1875 e Pelléas et Mélisandre, em 30 de Abril de 1902. No fim do século, o teatro reviveu obras que fizeram história, incluindo sucessos de Jules Massenet.
Um incêndio no Salle Favart dia 25 de Maio de 1887 resultou na morte de oitenta e quatro pessoas por asfixia. O edifício foi destruído e o diretor Carvalho foi forçado a demitir-se, embora mais tarde tenha sido absolvido da culpa, retornando ao comando da companhia, entre 1891 e 1897. A terceira Salle Favart foi inaugurada na presença do presidente Félix Faure, no dia 7 de Dezembro de 1898.
Entre 1900 e 1950, 401 obras de 206 compositores foram executadas na Opéra-Comique, das quais 222 eram estreias mundiais. Em 1932, por razões financeiras, a Opéra-Comique fundiu-se à Ópera Nacional de Paris, criando-se a "Reunião dos Teatros Líricos Nacionais" (em francês Réunion des Théatres Lyriques Nationaux).

### Teatros Usados pela Ópera Cômica
- Salle Favart
- Salle Favart/Salle Ventadour
- Salle Feydeau
- Salle Ventadour
- Salle de la Bourse
- Salle Favart
- Salle du Théâtre Lyrique
- Théâtre du Château-d'Eau
- Salle Favart

## Diretores
- 1874-1876 Camille du Locle
- 1876-1887 Léon Carvalho
- 1887 Jules Barbier
- 1888-1891 Louis Paravey
- 1891-1897 Léon Carvalho
- 1898-1913 Albert Carré
- 1914-1918 Pierre-Barthélemy Gheusi, Émile e Vincent Isola
- 1919-1925 Albert Carré, Émile e Vincent Isola
- 1925-1931 Louis Masson e Georges Ricou
- 1931-1932 Louis Masson
- 1932-1936 Pierre-Barthélemy Gheusi
- 1936-1939 Antoine Mariotte
- 1939-1940 Henri Busser
- 1941-1944 Max d'Ollone
- 1944 Lucien Muratore
- 1944 Roger Désormière, Pierre Jamin, Louis Musy e Emile Rousseau
- 1945-1946 Albert Wolff
- 1946-1948 Henry Malherbe
- 1948-1951 Emmanuel Bondeville
- 1952-1953 Louis Beydts
- 1953-Pres. Jérôme Deschamps.

## Diretores Musicais
- 1849-1868 Théophile Tilmant
- 1868-1876 Adolphe Deloffre
- 1876 Charles Constantin
- 1876-1877 Charles Lamoureux
- 1877-1898 Jules Danbé
- 1898-1904 André Messager
- 1904-1906 Alexandre Luigini
- 1906-1908 François Ruhlmann
- 1909 Gustave Doret
- 1910-1913 François Ruhlmann
- 1914-1918 Paul Vidal
- 1919-1921 André Messager
- 1921-1924 Albert Wolff
- 1924-1925 Désiré-Émile Inghelbrecht
- 1925-1932 Maurice Frigara
- 1932-1936 Paul Bastide
- 1936-1944 Eugène Bigot
- 1947-1953 André Cluytens